# لويس الأول المجري

شعار النبالة (في اتجاه عقارب الساعة من أعلى اليسار): أبوي (المجر – قطاعات أراباد – وأنجو-صقلية)، بولندا، ودالماسيا، والمجر (الـخيانة).

لويس الأول، وأيضًا لويس الكبير (بالهنغارية: Nagy Lajos؛ بالكرواتية: Ludovik Veliki؛ بالسلوفاكية: Ľudovít Veľký)؛ أو لويس المجري (بالبولندية: Ludwik Węgierski؛ 5 مارس 1326 – 10 سبتمبر 1382)، كان ملك المجر وكرواتيا منذ عام 1342 وملك بولندا منذ عام 1370. وكان الابن الأول الذي بقي على قيد الحياة بعد فترة الطفولة لوالديه لتشارلز الأول ملك المجر وزوجته إليزابيث من بولندا.  أقرَّت معاهدةٌ في عام 1370 بين والده وكازيمير الثالث ملك بولندا، وخال لويس، بأحقية لويس بوراثة مملكة بولندا في حال وفاة خاله دون أن يكون له أولاد. وفي المقابل، كان لويس ملزمًا بمساعدة خاله في استعادة الأراضي التي خسرتها بولندا في العقود الماضية. حَمَلَ لقب دوق ترانسلفانيا بين عامي 1339 و1342 ولكنه لم يحكم المقاطعة.
كان لويس بالغًا عندما خلف والده عام 1342، ولكن والدته المتدينة بشدة مارست تأثيرًا كبيرًا عليه.  ورث مملكةً مركزيةً وخزينة دولةٍ غنيةً من والدته. وخلال السنوات الأولى من حكمه، أطلق لويس حملةً ضد الليتوانيين واستعاد السلطة الملكية في كرواتيا؛ هزمت قواته جيش التتار، ما وسَّع نطاق سلطته إلى البحر الأسود. وعندما اغتيل شقيقه أندرو دوق كالابريا وزوج الملكة جوفانا الأولى ملكة نابولي عام 1345، اتَّهم لويس الملكة بقتله وأصبح عقابها هو الهدف الرئيسي لسياسته الخارجية. أطلق حملتين على مملكة نابولي بين عامي 1347 و1350. واحتلَّت قواته مناطق في الحملتين، وتبنى لويس أساليب ملوك نابولي (ومن ضمنها لقب ملك صقلية والقدس)، ولكن الكرسي الرسولي لم يعترف بادعائه. جعلت الفظائع والتصرفات التعسفية التي ارتكبها مرتزقة لويس من حكمه غير مرغوبٍ به في جنوب إيطاليا. سحب جميع قواته من مملكة نابولي عام 1351.
مثل والدته، حكم لويس المجر بالسلطة المطلقة واستعمل الامتيازات الملكية لمنح الامتيازات إلى حاشيته. ومع ذلك، أقر بحرية الطبقة النبيلة المجرية في المجلس التشريعي لعام 1351، مؤكدًا على المكانة المتساوية لجميع النبلاء. وفي نفس المجلس التشريعي، أدخل نظامًا لوقف الأملاك وإيجارًا موحدًا يدفعه الفلاحون لمالكي الأراضي، وأقر بحق التنقل الحر لجميع الفلاحين. شن حروبًا ضد الليتوانيين، وصربيا، وخانية القبيلة الذهبية في خمسينيات القرن الرابع عشر، واستعاد سلطة الملكوك المجريين على الأراضي الواقعة على طول الجبهات التي خُسرت خلال العقود الماضية. أجبر جمهورية البندقية على التنازل عن بلدات دالماسيا عام 1358. وقام كذلك بمحاولاتٍ عديدة لتوسيع سيادته على حكّام بوسنيا، ومولدوفا، والأفلاق، وأجزاءٍ من بلغاريا وصربيا. كان هؤلاء الحكّام مستعدين في بعض الأحيان للاستسلام له، إما تحت الضغط أو على أمل أن يساعدهم في مواجهة خصومهم الداخليين، ولكن لويس حَكَمَ في هذه المناطق اسميًا فقط خلال أغلب فترة حكمه. وجعلته محاولاته لتغيير ديانة الخاضعين لسيطرته من الوثنية أو الأرثذوكسية إلى الكاثوليكية غير محبوبٍ في دول البلقان. أسس لويس جامعة بيتش عام 1367، ولكنها أُغلقت خلال عقدين لأنه لم يوظف ما يكفي من مصادر الدخل للحفاظ عليها.
ورث لويس بولندا بعد وفاة خاله عام 1370. ولأنه كان دون أبناء، أراد أن يعترف الخاضعون له بحق بناته بخلافته في كُلٍ من المجر وبولندا. ومن أجل هذه الغاية، أصدر امتياز كوسيتش عام 1374 موضحًا حريات النبلاء البولنديين (شلختا). ومع ذلك، بقي حكمه دون شعبية في بولندا. وفي المجر، خوَّل المدن الملكية الحرة بتفويض محلفين إلى المحكمة العليا لسماع قضاياهم وتأسيس محكمة عليا جديدة. وقد أصبح لويس أكثر تدينًا لأنه كان يعاني من مرض جلدي خلال السنوات الأخيرة من حياته. وفي بداية الانشقاق الغربي، اعترف بأوربان السادس على أنه البابا الشرعي. وبعد عزل أوربان لجوانا ومنح قريب لويس كارلو من دوراتسو عرش نابولي، ساعد لويس كارلو في احتلال المملكة. وفي تاريخ المجر، كان لويس يُعتبر لقرونٍ أقوى الملوك المجريين الذين حكموا إمبراطوريةً «والذي كانت تغسل شواطئه ثلاثة بحار».

## طفولته وشبابه (1326-1342)
وُلد في 5 مارس 1326، وكان لويس الابن الثالث لتشارلز الأول ملك المجر وزوجته، إليزابيث من بولندا. سُمِّيَ على اسم عم والده، لويس، أسقف تولوز، الذي أُعلنت قداسته عام 1317. توفي تشارلز، الابن الأول لوالديه، قبل ولادة لويس. وأصبح لويس وريث والده بعد وفاة شقيقه لاديسلاوس عام 1329.
تلقى تعليمًا ليبراليًا بمعايير عصره وتعلم الفرنسية، والألمانية واللاتينية. وأبدى اهتمامًا خاصًا بالتاريخ وعلم التنجيم. علَّمه رجل دين من فروتسواف، واسمه نيكولاس، المبادئ الأساسية للإيمان المسيحي. ومع ذلك، فقد كان سبب التعصب الديني للويس هو تأثير والدته. وفي ميثاقٍ ملكي، تذكر لويس أنه في طفولته، كان هنالك فارسٌ في البلاط الملكي اسمه بيتر بوهاروس يحمله على كتفيه. وأنقذ معلماه الخصوصيان نيكولاس دروجث ونيكولاس كنيش حياة كُلٍ من لويس وشقيقه الأصغر أندرو، عندما حاول فيليسيان زاه اغتيال العائلة الملكية في فيسيغراد في 17 إبريل 1330.
كان عمر لويس تسعة أعوام فقط عندما خَتم على معاهدة التحالف بين والده وجون من بوهيميا. وبعد عام، رافق لويس والده في غزو النمسا. وفي 1 مارس 1338، وقَّع تشارلز، ابن ووريث جون من بوهيميا، ومرغريف مورافيا معاهدةً جديدةً مع تشارلز الأول ملك المجر ولويس في فيسيغراد. وبحسب المعاهدة، أقر تشارلز مرغريف مورافيا بحق أبناء تشارلز الأول بخلافة خالهم، كازيمير الثالث ملك بولندا، في حال وفاة كازيمير دون أن يكون له أبناءٌ من الذكور. وتعهد لويس كذلك بالزواج من ابنة المرغريف ذات الثلاثة أعوام، مارجريت.
توفيت زوجة كازيمير الثالث، ألدونا من ليتوانيا في 26 مايو 1339. أقنع اثنان من النبلاء البولنديين وهم زبيغنيو، مستشار كراكوف، وسبيتشيمير ليليفيتا كازيمير بجعل اخته إليزابيث ونسلها وَرَثةً له، ولم يكن لكازيمير ابنٌ حينها. وبحسب المؤرخ يان دلوجوش من القرن الخامس عشر، قام بعقد جلسة مجلس النواب في كراكوف حيث أعلن «الأساقفة والنبلاء المجتمعون» لويس وريثًا لكازيمير، لكن الاستناد إلى مجلس النواب عفا عليه الزمن. يكتب المؤرخ بول دبليو. نول أن كازيمير فضَّل عائلة شقيقته على بناته أو عضوٍ من فرع كاديت من سلالة بياست، لأنه أراد ضمان دعم ملك المجر ضد فرسان تيوتون. وقَّع والد لويس وعمه المعاهدة في فيسيغراد في يوليو وجعل كازيمير الثالث لويس بموجبها وريثًا له في حال وفاته دون أن يكون له أبناء. وبالمقابل، تعهد تشارلز الأول باستعادة بوميرانيا والأراضي البولندية الأخرى التي أخذها منه فرسان تيوتون دون تمويل بولندي وأن يوظِّف البولنديين فقط في الإدارة الملكية لبولندا.
حصل لويس على لقب دوق ترانسلفانيا من والده عام 1339، لكنه لم يحكم المقاطعة. وبحسب ميثاقٍ ملكي من نفس السنة، عاشت عروس لويس، مارجريت من بوهيميا في البلاط الملكي المجري. وقد ذُكر بلاط لويس الدوقي المنفصل للمرة الأولى في الميثاق الملكي لعام 1340.

## تركته
كان لويس الملك المجري الوحيد الذي حصل على لقب «الكبير». ولم يُذكر بهذا اللقب في السجلات المجرية في القرنين الرابع عشر والخامس عشر فحسب، بل أيضًا في سلاسة الكابيتيين في القرن السابع عشر. ساهم كُلٌ من شخصيته المتسمة بالشرف وحملاته العسكرية الناجحة في بناء شهرته باعتباره «ملكًا كبيرًا». شن لويس الحروب كل عام تقريبًا خلال فترة حكمه. «أراد لويس السلام في وطنه دائمًا والحرب خراجه لعدم إمكانية تحقيق أحد الأمرين دون الآخر»، وبحسب سجلات أنتونيو بونفيني لأواخر القرن الخامس عشر. يكتب المؤرخ إينيكو تشوكوفيتش أن عمليات لويس العسكرية تُظهر أنه استمر وحقق سياسة والده من خلال استعادة كرواتيا ودالماسيا وشن الحروب في جنوب إيطاليا، وفي ليتوانيا وشبه جزيرة البلقان. ومن جانب آخر، يقول بال إنجيل إن «حملات لويس افتقرت لهدفٍ واقعي وحتى للذريعة المعقولة في بعض الأحيان... كانت الحرب نفسها هي التي تمنحه السعادة». 